# Конвенция Тромсё
Конвенция Совета Европы о доступе к официальным документам (CETS № 205) — выдвинутая в Тромсё конвенция, признающая право доступа к официальным документам, хранящимся в государственных органах, для повышения прозрачности органов государственной власти. Конвенция обязывает ратификантов открыть доступ к официальным документам в общих случаях, допуская исключение для отдельных случаев защиты национальной безопасности, обороны и приватности частной жизни. Конвенция определяет минимальные стандарты того, как должны обрабатываться запросы граждан на доступ к документам (форма подачи запросов и взимаемые за это пошлины).

## Члены
Подписанты:
- Бельгия
- Северная Македония
- Грузия
- Сербия
- Словения
- Украина (20 мая 2020 Верховной Радой принят закон "О ратификации Конвенции Совета Европы о доступе к официальным документам". Проект закона зарегистрирован под №0032.)[1]

Ратификанты:
- Армения
- Босния и Герцеговина
- Венгрия
- Литва
- Норвегия
- Молдова
- Финляндия
- Черногория
- Швеция
- Эстония